# Осипенко (Дніпровський район)
Осипе́нко — село в Україні, у Новопокровській селищній громаді Дніпровського району Дніпропетровської області. Населення — 175 мешканців.

## Географія
Село Осипенко знаходиться на одному з джерел річки Любимівка, нижче за течією на відстані 2,5 км розташоване село Хижине. Поруч проходить залізниця, станція Незабудине за 4,5 км.

## Населення

### Мова
Розподіл населення за рідною мовою за даними перепису 2001 року:
| Мова                | Відсоток |
| ------------------- | -------- |
| українська          | 99,4 %   |
| інші/не визначилися | 0,6 %    |

## Інтернет-посилання
- Погода в селі Осипенко

1. ↑  Рідні мови в об'єднаних територіальних громадах України — Український центр суспільних даних